# Kylix
En kylix (flertal kylikes) er en type drikkeskål i keramik som blev brugt i antikkens Grækenland.
Den blev brugt i finere selskaber, specielt symposier. Formen gør den egnet til at drikke af, mens man ligger til bords, men det kræver finesse at undgå at spilde på sig selv.
Kylikes var oftest smukt dekoreret, gerne med scener fra vindrikning, erotik eller humoristiske scener fra mytologi eller hverdagsliv.
Spillet kottabos, som ofte var underholdning ved symposier, bestod i af at man kastede den sidste vinsjat fra en kylix mod et mål - gerne en bronzeplade - så det giver lyd, når man træffer.